# Trattato di Berwick (1560)

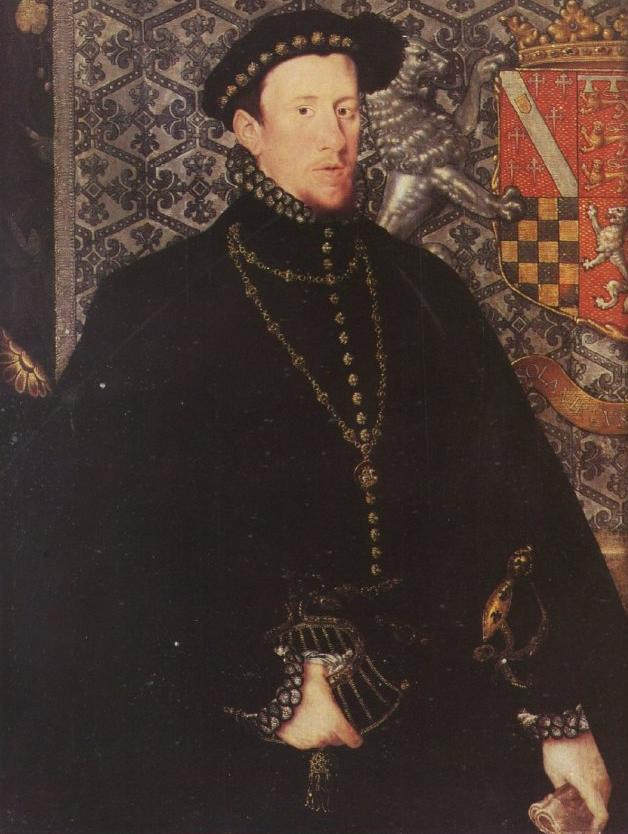
Thomas Howard, Duca di Norfolk, rappresentante dell'Inghilterra a Berwick

Il trattato di Berwick fu negoziato il 27 febbraio 1560 a Berwick-upon-Tweed. Era un accordo fatto tra il rappresentante della regina Elisabetta I d'Inghilterra, il Duca di Norfolk, e il gruppo di nobili ribelli noti come i Lord scozzesi della Congregazione. Lo scopo era quello di concordare i termini in base ai quali una flotta e un esercito inglesi sarebbero andati in Scozia per espellere le truppe francesi che stavano difendendo la Reggenza di Maria di Guisa. I Lord stavano cercando sia di espellere i francesi che di attuare la Riforma, e questo portò a rivolte e conflitti armati.

## Inghilterra e i Lord scozzesi della Congregazione
Il capo dei Lord della Congregazione era il Duca di Chatelherault. In precedenza era stato reggente, ma in questo trattato era descritto come "seconda persona", nel senso che era l'erede al trono dopo Maria, regina di Scozia. I suoi rappresentanti a Berwick erano James Stewart, I conte di Moray, Patrick, Lord Ruthven, Sir John Maxwell di Terregles, William Maitland di Lethington, John Wishart di Pitarrow e Master Henry Balnaves di Halhill. Il rappresentante dell'Inghilterra era Thomas, Duca di Norfolk. L'ambasciatore inglese in Francia, Nicholas Throckmorton, incoraggiò Elisabetta a sostenere i signori scozzesi, sottolineando i vantaggi per lei in Irlanda e un'alleanza stabile in futuro con la Scozia, separata dalla sua alleanza con la Francia.

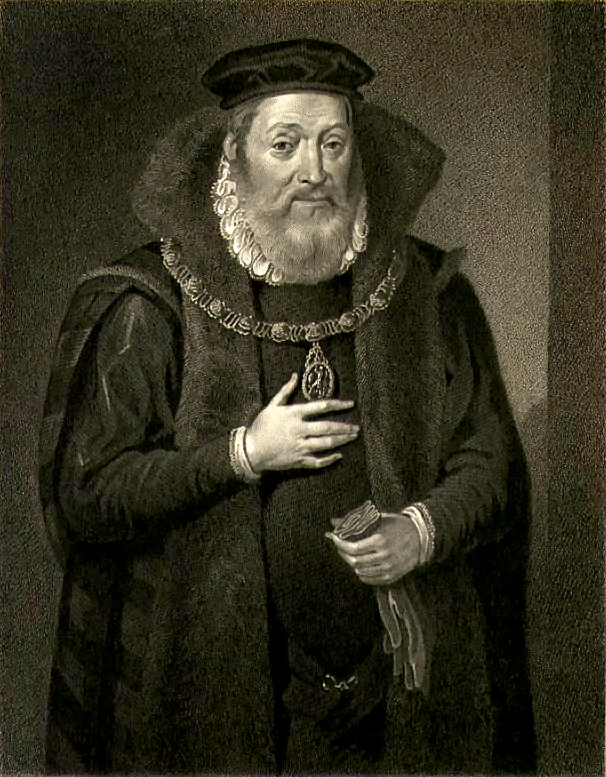
Il duca di Châtellerault, rappresentante della Scozia a Berwick

Il trattato fu efficace: la marina inglese aveva già una flotta nel Firth of Forth, comandata da William Winter, e un esercito inglese, al comando del barone Gray de Wilton, marciava a nord da Berwick verso la Scozia. I Lord scozzesi organizzarono un appuntamento con l'esercito inglese, il 31 marzo 1560, ad Aitchison's Haven, il porto di Newbattle Abbey a Prestongrange, nell'East Lothian.
Il 24 marzo 1560 Elisabetta fece pubblicare e circolare un proclama in inglese, francese e italiano, che dettagliava le sue preoccupazioni sull'uso dell'araldica inglese da parte di Maria e le ambizioni della famiglia Guisa. Il proclama sottolineava che l'Inghilterra non era in guerra con la Francia o la Scozia, sebbene Elisabetta fosse stata costretta a "mettere in ordine, con le sue grandi cariche, alcune forze sia via mare che via terra".
La forza inglese assistette all'assedio di Leith fino alla fine delle ostilità, nel luglio 1560, dopo la morte di Maria di Guisa e la firma del Trattato di Edimburgo. Secondo i termini del trattato, le fortificazioni francesi a Leith, i nuovi lavori al castello di Dunbar e ad Eyemouth sarebbero stati demoliti e francesi e inglesi sarebbero tornati a casa. Le ambizioni religiose dei signori scozzesi furono realizzate nel Parlamento della Riforma dell'agosto 1560. Anche questo parlamento ratificò il trattato. William Maitland lo lodò, e anche la buona volontà e il favore di Elisabetta nell'alleviare l'estrema necessità e "la quasi totale rovina dell'intero paese". Secondo l'osservatore inglese Thomas Randolph, c'era un consenso comune e alcuni avrebbero firmato felicemente con il proprio sangue.

## Contesto e storici
John Knox pensava che il trattato fosse così importante, nello spiegare le azioni dei Signori della Congregazione ai posteri, che inserì l'intero testo nella sua History of the Reformation. Knox collegò direttamente il trattato al pensiero del suo collega Christopher Goodman nel suo trattato, How Superior Powers Ought to be Obeyed.
Lo storico moderno Michael Lynch ha definito il trattato "un documento sorprendente che menziona molte cose ma non la religione". Pamela Ritchie, storica e autrice di una biografia politica di Maria di Guisa, vede il trattato come facilitatore "dell'interferenza di un monarca straniero in quella che era essenzialmente una crisi interna". William Ferguson ha sostenuto che gli storici precedenti avevano enfatizzato eccessivamente il significato del trattato e dell'azione militare inglese. Mentre l'intervento era opportunistico, organizzato in seguito alla Congiura di Amboise quando la Francia fu turbata per la prima volta dalle sue guerre di religione, l'esercito inglese non ricevette un'accoglienza e un sostegno diffusi e non riuscì a prendere d'assalto Leith. Gli inglesi erano consapevoli del probabile impatto dei guai in Francia. I Lord scozzesi avevano già visto l'opportunità derivante dalle pressioni sui confini della Francia. Il 20 gennaio Richard Maitland scrisse al suo amico a Londra della loro disponibilità ad abbandonare l'Auld Alliance.

## Articoli del trattato
Il 27 marzo 1560, Maria di Guisa scrisse ai suoi fratelli, il cardinale e il duca di Guisa, che non aveva mai visto nulla di così vergognoso come gli articoli del trattato.
Gli articoli del trattato di Berwick sancivano:
1. La convinzione di Elisabetta che la Francia intendeva conquistare la Scozia e offriva la sua protezione alla sua nobiltà durante il matrimonio di Maria con Francesco II di Francia.
2. Elisabetta avrebbe inviato un esercito a tutta velocità per unirsi agli scozzesi.
3. Tutti i forti conquistati dalle forze inglesi sarebbero stati immediatamente distrutti dagli scozzesi o consegnati al duca di Châtellerault.
4. Gli scozzesi avrebbero aiutato l'esercito inglese.
5. Tutti i nemici dell'Inghilterra erano nemici di entrambi.
6. La Scozia non sarebbe stata più unita alla Francia dal matrimonio di Maria.
7. La Scozia avrebbe aiutato a respingere le invasioni francesi dell'Inghilterra.
8. Il conte di Argyll avrebbe aiutato la dominazione inglese nel nord dell'Irlanda.[14]
9. Gli scozzesi avrebbero offerto ostaggi o "pegni" - quelli inviati nell'aprile 1560 includevano:[15]
  1. Claud Hamilton, primo Lord Paisley, figlio di Châtellerault, di 14 anni.
  2. Maestro Alexander Campbell, primo cugino del conte di Argyll.
  3. Il fratellastro del maestro Robert Douglas di Lord James.
  4. Master James Cunningham, figlio del conte di Glencairn.
  5. Master George Graham, figlio del conte di Menteith, di 5 anni.
  6. Master Archibald Ruthven, figlio di Lord Ruthven, di 14 anni. Questi ostaggi avrebbero dovuto essere a Newcastle entro il 10 aprile 1560, alla presenza di Ninian Menville di Sledwick Hall.[16] Châtellerault scrisse a Elisabetta, il 21 dicembre 1561, chiedendo la restituzione di questi prigionieri, poiché erano destinati a rimanere in Inghilterra solo fino a un anno dopo il matrimonio francese di Maria.[17]
10. Il trattato sarà firmato dal Duca dopo la consegna degli ostaggi. Non vi è alcuna dovuta obbedienza ritirata a Maria o al re francese.

Il trattato fu firmato e sigillato da 30 Signori della Congregazione al "campo davanti a Leith" (Pilrig) il 10 maggio 1560.